# 1. deild kvinnur (1993)
W roku 1993 odbyła się 9. edycja 1. deild kvinnur – pierwszej ligi piłki nożnej kobiet na Wyspach Owczych. W rozgrywkach wzięło udział 8 klubów z całego archipelagu. Tytułu mistrzowskiego broniła drużyna Skála ÍF, jednak przejął go od niej klub HB Tórshavn, zdobywając go po raz czwarty w swojej historii.

## Uczestnicy
| Uczestnicy 1. deild kvinnur 1992                                                                              | Uczestnicy 1. deild kvinnur 1992 | Uczestnicy 1. deild kvinnur 1992 | Uczestnicy 1. deild kvinnur 1992 |
| --- | -------------------------------- | -------------------------------- | -------------------------------- |
| Skála | Skála ÍF                         | 1                                |                                  |
| KÍ | KÍ Klaksvík                      | 2                                |                                  |
| VB | VB Vágur                         | 3                                |                                  |
| B36 | B36 Tórshavn                     | 4                                |                                  |
| EB | EB Eiði                          | 5                                |                                  |
| SÍS | SÍ Sumba                         | 6                                |                                  |
| HB | HB Tórshavn                      | 7                                |                                  |
| Awans z 2. deild kvinnur 1992                                                                                 |                                  |                                  |                                  |
| GÍ | GÍ Gøta                          | 1                                |                                  |
| Oznaczenia: - kolumna pierwsza – skróty nazw drużyn, - kolumna trzecia – miejsce zajęte w poprzednim sezonie. |                                  |                                  |                                  |

## Rozgrywki

### Tabela ligowa
| Lp. | Drużyna         | M  | Z  | R | P | Bramki | Bramki | Różn. | Pkt | Uwagi              |
| --- | --------------- | -- | -- | - | - | ------ | ------ | ----- | --- | ------------------ |
| 1   | HB Tórshavn (M) | 14 | 11 | 1 | 2 | 31     | 7      | +24   | 23  |                    |
| 2   | VB Vágur        | 14 | 10 | 1 | 3 | 32     | 7      | +25   | 21  |                    |
| 3   | KÍ Klaksvík     | 14 | 9  | 0 | 5 | 30     | 8      | +22   | 18  |                    |
| 4   | EB Eiði         | 14 | 4  | 5 | 5 | 12     | 25     | −13   | 13  |                    |
| 5   | B36 Tórshavn    | 14 | 5  | 2 | 7 | 25     | 18     | +7    | 12  |                    |
| 6   | Skála ÍF        | 14 | 4  | 3 | 7 | 15     | 17     | −2    | 11  |                    |
| 7   | SÍ Sumba        | 14 | 2  | 3 | 9 | 6      | 36     | −30   | 7   |                    |
| 8   | GÍ Gøta (S)     | 14 | 2  | 3 | 9 | 9      | 42     | −33   | 7   | Spadek do 2. deild |

### Wyniki spotkań
| Gospodarz \ Gość | B36 | EB  | GÍ  | HB  | KÍ  | SÍS | Skála | VB  |
| B36 Tórshavn     |     | 0:1 | 6:0 | 0:3 | 3:1 | 7:0 | 1:1   | 1:2 |
| EB Eiði          | 2:2 |     | 3:0 | 0:2 | 1:0 | 0:0 | 1:1   | 0:0 |
| GÍ Gøta          | 1:0 | 5:0 |     | 0:3 | 0:7 | 0:0 | 1:2   | 0:5 |
| HB Tórshavn      | 2:1 | 3:0 | 1:1 |     | 1:0 | 5:0 | 2:1   | 2:1 |
| KÍ Klaksvík      | 2:0 | 6:0 | 2:0 | 1:0 |     | 3:0 | 3:0   | 1:0 |
| SÍ Sumba         | 0:1 | 2:3 | 1:1 | 0:5 | 0:4 |     | 1:0   | 2:1 |
| Skála ÍF         | 0:2 | 1:1 | 4:0 | 1:2 | 2:0 | 2:0 |       | 0:1 |
| VB Vágur         | 3:1 | 3:0 | 8:0 | 1:0 | 1:0 | 4:0 | 2:0   |     |

Aktualne na 23 kwietnia 2015. Źródło: FaroeSoccer.com
Objaśnienia:
1Drużyna gospodarzy jest wymieniona po lewej stronie tabeli.
Kolory: zielony – zwycięstwo gospodarzy, żółty – remis, różowy – zwycięstwo gości.

## Najlepsi strzelcy
| Bramki | Strzelcy               | Drużyna        |
| ------ | ---------------------- | -------------- |
| 11     | Helga Ellingsgaard     | HB Tórshavn    |
| 10     | Judith Joensen         | B36 Tórshavn   |
| 9      | Margreth Augustinussen | VB Vágur       |
| 9      | Guðrun í Lágabø        | VB Vágur       |
| 7      | Malan Klakkstein       | KÍ Klaksvík    |
| 6      | Gunrid á Plógv         | HB Tórshavn    |
| 5      | Oda Andreasen          | HB Tórshavn    |
| 5      | Mary Krosslá           | VB Vágur       |
| 5      | Anna Vesturdal         | EB Eiði        |
| 4      | 6 zawodniczek          | 6 zawodniczek  |
| 3      | 9 zawodniczek          | 9 zawodniczek  |
| 2      | 10 zawodniczek         | 10 zawodniczek |
| 1      | 20 zawodniczek         | 20 zawodniczek |
| sam.   | 2 zawodniczki          | 2 zawodniczki  |